# Политические партии на Кабо-Верде
В этой статье перечислены политические партии на Кабо-Верде. В Кабо-Верде действует двухпартийная система, что означает наличие двух доминирующих политических партий (PAICV и MpD), и крайне сложно добиться успеха на выборах любой другой партии.

## Список партий

### Партии, представленные вНациональной ассамблее
| Партия | Партия | Партия                                                                                            | Аббревиатура | Лидер                    | Положение на политическом спектре     | Идеология                                                     | Места в ассамблее |
| ------ | ------ | ------------------------------------------------------------------------------------------------- | ------------ | ------------------------ | ------------------------------------- | ------------------------------------------------------------- | ----------------- |
|        |        | Движение за демократию Movimento para a Democracia                                                | MpD          | Улиссес Коррейя и Сильва | Центризм и правоцентризм              | Либерализм Христианская демократия                            | 38 из 72          |
|        |        | Африканская партия независимости Кабо-Верде Partido Africano da Independência de Cabo Verde       | PAICV        | Жанира Алмада            | От левоцентризма до левой идеологии   | Демократический социализм Социал-демократия Левый национализм | 30 из 72          |
|        |        | Демократический и независимый кабо-вердианский союз União Caboverdiana Independente e Democrática | UCID         | Антониу Монтейру         | От правоцентризма до правой идеологии | Консерватизм Христианская демократия                          | 4 из 72           |

### Партии, не представленные в Национальной ассамблее
| Партия | Партия | Партия                                                          | Аббревиатура | Лидер        | Положение на политическом спектре | Идеология         |
| ------ | ------ | --------------------------------------------------------------- | ------------ | ------------ | --------------------------------- | ----------------- |
|        |        | Партия труда и солидарности Partido de Trabalho e Solidariedade | PTS          | Жилсон Алвес | Левоцентризм                      | Социал-демократия |
|        |        | Социал-демократическая партия Partido Social Democrático        | PSD          | Джон Алем    | Центризм                          | Социал-демократия |
|        |        | Модернизировать Сан-Висенти Movimento Modernizar São Vicente    | MMSV         | ?            | Центризм                          | Регионализм       |

### Неактивные или неизвестные
- Партия народа
- Партия демократической конвергенции
- Партия демократического обновления